# 병점고등학교
병점고등학교(餠店高等學校)는 대한민국 경기도 화성시 병점동에 위치한 공립 고등학교이다.

## 학교 연혁
- 2003년 5월 20일 : 병점고등학교 설립 인가(24학급)
- 2004년 3월 1일 : 초대 최효재 교장 취임
- 2004년 3월 5일 : 제1회 입학 (310명)
- 2006년 1월 20일 : 다목적 체육관(정행관) 준공
- 2007년 2월 13일 : 제1회 졸업 (310명)
- 2008년 9월 26일 : 기숙사(솔선관) 15실 개관
- 2010년 3월 2일 : 특색 있는 학교 만들기 선도학교(교육과학기술부지원) 운영
- 2010년 4월 6일 : 심화학습실(정솔재) 개관
- 2013년 12월 27일 : 기숙사(솔선관) 증축 개관(수용인원 45실 174명)
- 2023년 3월 1일 : 제7대 유선형 교장 취임
- 2024년 1월 5일 : 제18회 졸업(311명, 누계 6,522명)
- 2024년 3월 4일 : 제21회 신입생 입학(356명)

## 참고 자료
- 병점고등학교 - 한국교육학술정보원 학교알리미